# Kaiserin-Augusta-Stift (Potsdam)

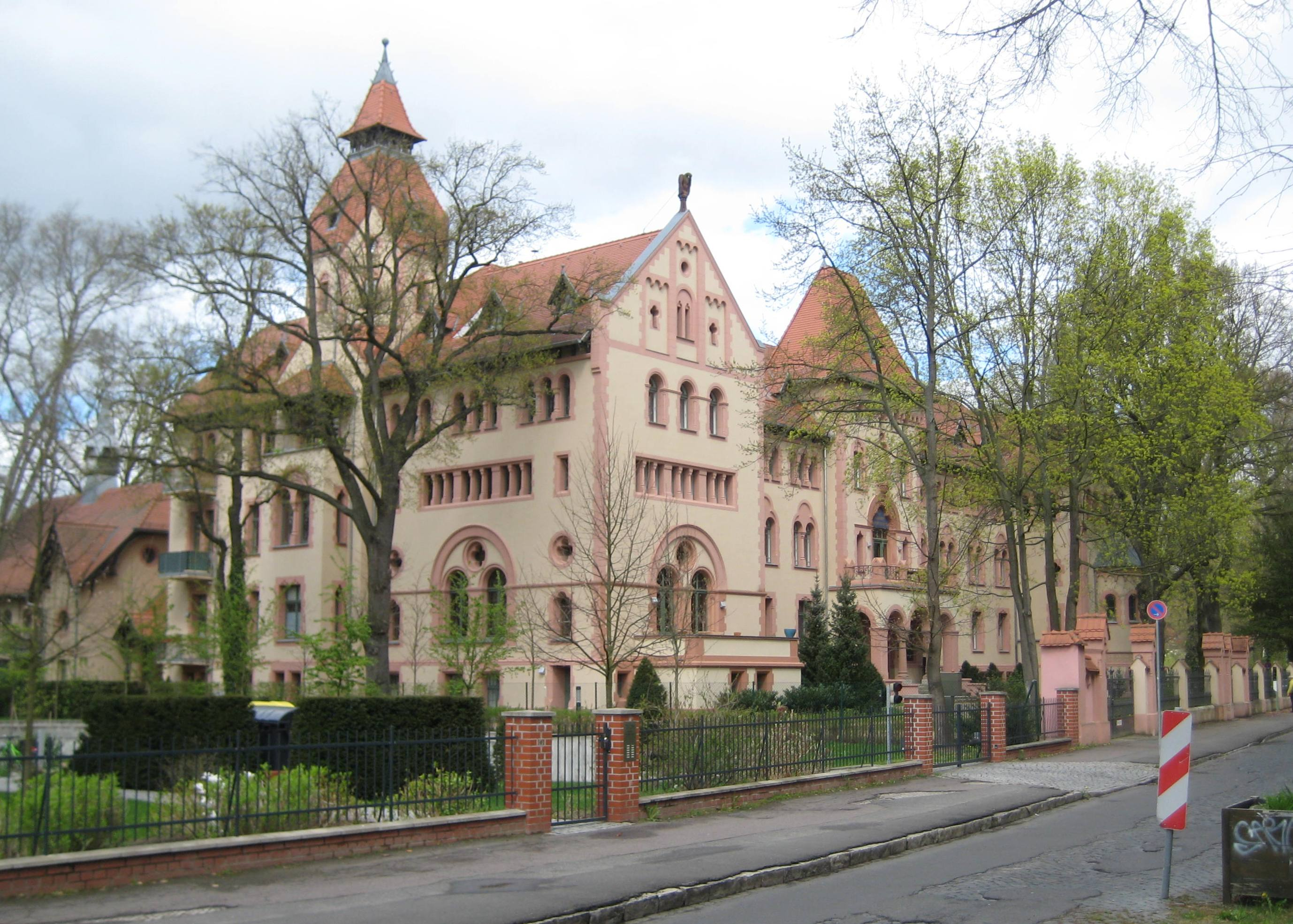
Kaiserin-Augusta-Stift

Das Kaiserin-Augusta-Stift am Potsdamer Neuen Garten ist ein schlossartiger Gebäudekomplex, der von 1900 bis 1902 unter Leitung der Architekten Lothar Krüger und Arthur Kickton im neoromanischen Baustil ursprünglich als Heim für kriegswaise Mädchen durch die Kaiserin-Augusta-Stiftung erbaut wurde.

## Nutzung
Die 1872 durch Augusta von Sachsen-Weimar-Eisenach gegründete Stiftung zur Erziehung und Beschulung verwaister Adels-, Offiziers-, Pfarrer- und Beamtentöchter zog 1902 aus Charlottenburg in das zu diesem Zwecke in Potsdam neu errichtete Stiftsgebäude mit Wohn- und Schlafräumen für die Mädchen, Erzieherinnen und das sonstige Personal sowie Speisesaal, Turnhalle, Krankenhaus, Kapelle und dem Patronengemach, dem schönsten Zimmer des Gebäudes. Bis 1945 konnten dort so gleichzeitig 80 Mädchen wohnen, leben und aufwachsen.
Ab 1945 wurde das Gebäude durch sowjetische Geheimdienste genutzt und war Teil eines 16 Hektar großen, abgesperrten, von den Besatzern als „Militärstädtchen Nr. 7“ bezeichneten Geländes. Bis zu dessen Auszug 1994 diente es dem KGB so als Europazentrale und wurde danach wieder der Kaiserin-Augusta-Stiftung überlassen.
Mit Fertigstellung im Jahre 2007 wurde das inzwischen verkaufte Stiftsgebäude vollständig restauriert und zu einem Wohnhaus mit 40 Wohneinheiten umgebaut.